# El Almendro (Granada)
El Almendro es una localidad y pedanía española perteneciente al municipio de Cúllar, en la provincia de Granada. Está situada en la parte oriental de la comarca de Baza. A cuatro kilómetros del límite con la provincia de Almería, cerca de esta localidad se encuentran los núcleos de Los Azores y La Jamula.

## Demografía
Según el Instituto Nacional de Estadística de España, en el año 2023 El Almendro contaba con tan sólo 2 habitantes censados, lo que representa el 0,05% de la población total del municipio.

### Evolución de la población
| Gráfica de evolución demográfica de El Almendro entre 2013 y 2023 |
|                                                                   |
| Datos según el nomenclátor publicado por el INE.                  |

## Comunicaciones
Algunas distancias entre El Almendro y otras ciudades:
| Ciudades | Distancia (km) |
| -------- | -------------- |
| Cúllar   | 16             |
| Baza     | 22             |
| Granada  | 116            |
| Almería  | 170            |
| Jaén     | 174            |
| Murcia   | 175            |